# Germán Gedovius
Germán Gedovius (Ciudad de México, 1867 - San Luis Potosí, 1937) fue un notable artista de la vanguardia mexicana de finales del XIX. Realizó estudios en la Academia de Bellas Artes de Múnich y en la Academia de San Carlos, México, donde fue alumno de Salomé Pina y Rafael Flores. 

## Biografía
Nace en la Ciudad de México en 1867. Su padre, Johann Herrmann Gedovius Fick (1831-1908) era un comerciante alemán. En 1887 se trasladó a Múnich, Alemania para continuar con sus estudios y recibir, además, tratamiento médico en clínicas especializadas para la sordera que padecía desde su nacimiento. Se especializó en Técnicas pictóricas y Dibujo al carbón en la Academia de Bellas Artes de esa ciudad, una de las más importantes escuelas artísticas en ese momento, donde también se formaron, por ejemplo, Lawrence Alma-Tadema, Alfons Mucha, Giorgio de Chirico o Kandinsky. Ahí, Gedovius perfeccionó la técnica de Dibujo al natural con el maestro de Pintura histórica y de género, Johann Caspar Herterich, y se inició, bajo la guía del importante pintor e ilustrador bávaro Wilhelm von Diez, maestro del "Colorismo", en la técnica del color.
Impregnado por la Escuela de Múnich, su trabajo fue influenciado principalmente por el Simbolismo, el Realismo, el Costumbrismo y el Prerrafaelismo, además de por el Barroco holandés, que tanto admiró, como puede observarse, por ejemplo, en algunas de sus obras más representativas, como el conocido Autorretrato, que le valió una medalla de oro en la citada academia muniquesa.
Regresó a México en 1894; poco tiempo después le fue otorgada una plaza de docente en la Academia de San Carlos.
A lo largo de su carrera, G. Gedovius, participó en algunas de las más importantes exposiciones del país y formó parte del cuerpo magisterial, junto con otros pintores de la talla de Antonio Fabrés, Leandro Izaguirre y Julio Ruelas. 
Entre sus discípulos están importantes representantes del arte mexicano como: Saturnino Herrán, Ángel Zárraga, Diego Rivera, Alberto Garduño y María Izquierdo. 
Gedovius continuó impartiendo clases tanto en la Academia, como en su estudio particular, en la Ciudad de México, hasta poco antes de su muerte, el 16 de marzo de 1937 en la Hacienda de los Morales.

## Obras
Entre sus obras más destacadas se encuentran el Autorretrato y La dama de la violetas, además de la Tehuana, el Convento del Carmen, la Sacristía de Tepotzotlán y Amapolas. 

## Galería de imágenes

Germán Gedovius (1867-1937) La dama de la violetas, ca. 1908 óleo / tela 90 x 90 cm.
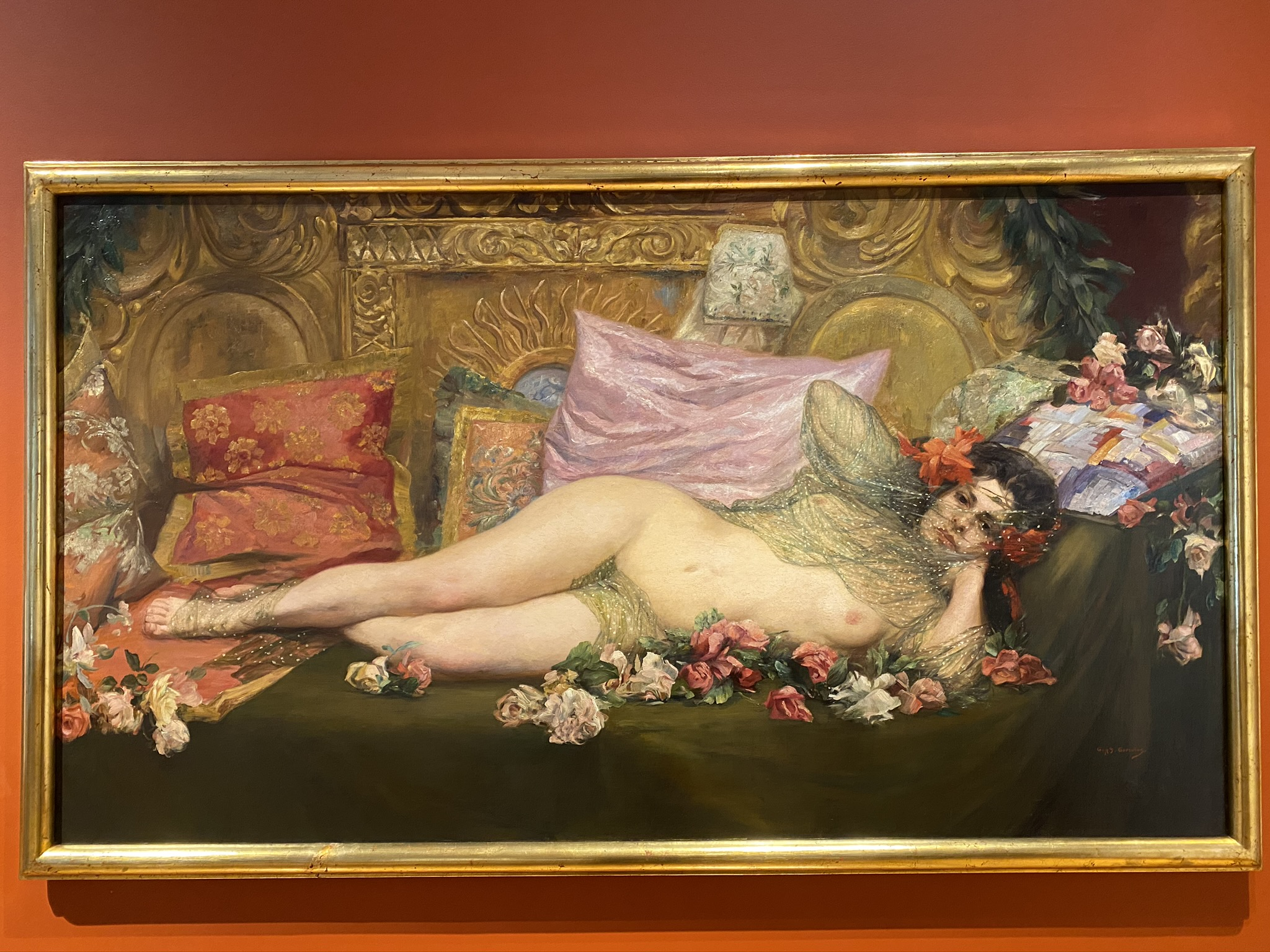
Desnudo Barroco, ca. 1920 óleo sobre tela. Exhibido en el Museo Nacional de Arte de la Ciudad de México